# Meelis Friedenthal

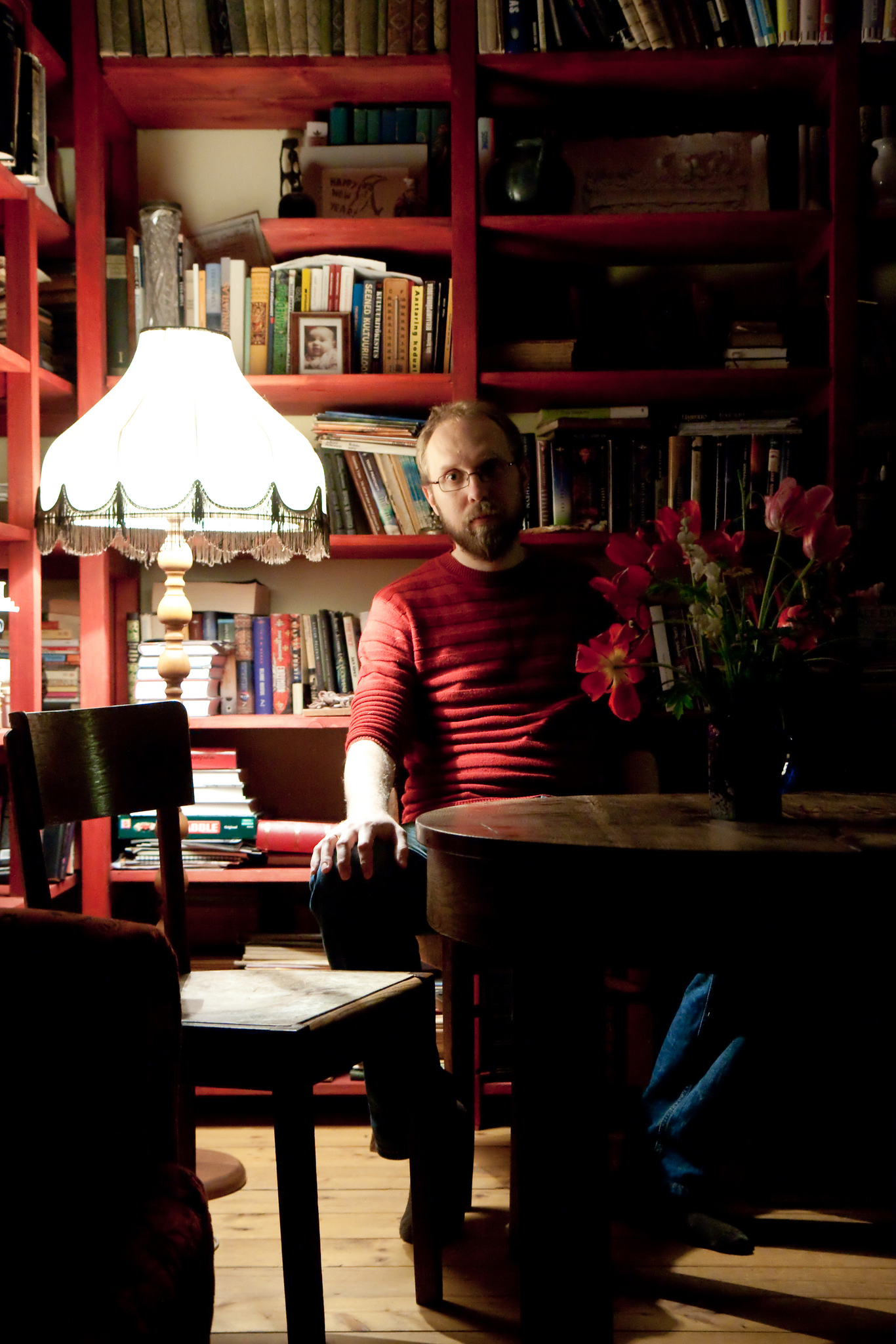
Meelis Friedenthal 2012
Foto: Lauri Kulpsoo

Meelis Friedenthal (* 24. Oktober 1973 in Viljandi) ist ein estnischer Theologe und Schriftsteller.

## Leben
Meelis Friedenthal machte 1992 in Tartu Abitur und studierte von 1992 bis 1996 an der Universität Tartu Theologie. Nach seinem Bachelor-Abschluss verbrachte er das Studienjahr 1996/1997 an der Universität Heidelberg. Anschließend belegte er den Magisterstudiengang in Tartu. Nach dem Magister-Abschluss 2001 folgte ein Promotionsstudium, das er 2008 mit dem Dr. theol. abschloss.
Von 2002 bis 2008 hatte er verschiedene Dozentenstellen an der Universität Tartu inne. Seit 2008 ist er als Wissenschaftler an der Universitätsbibliothek Tartu angestellt. Im Studienjahr 2014/2015 war er als Postdoc am Lichtenberg-Kolleg der Universität Göttingen.
Meelis Friedenthal ist seit 2012 Mitglied des Estnischen Schriftstellerverbandes. Er lebt in Tartu.

## Werk
Friedenthals Debütroman erzielte beim Romanwettbewerb 2004 den dritten Preis und erschien 2005. Dieser Roman, Goldene Zeit, ist eine Dystopie, die nach einer nicht näher bezeichneten globalen Katastrophe spielt, in der die (übrig gebliebenen) Menschen mühselig probieren, ihr Leben wieder zu organisieren. Der Umstand, dass alle Menschen einmal jährlich geimpft werden müssen – wogegen genau, wird nicht mitgeteilt –, ließ einen Kritiker die rhetorische Frage stellen: „Sind wir selbst nicht diejenigen, die einen ständigen Impfstoff brauchen, um unsere Identität zu erhalten und nicht mit offenen Augen zu schlafen?“ Ein anderer Kritiker zog den Vergleich zu George Orwell und fand den Roman „so beklemmend, dass [er ihn] ein paarmal beiseite legen musste.“
Sein zweiter Roman, Die Bienen, wurde 2013 mit dem Literaturpreis der Europäischen Union ausgezeichnet. Hierbei handelt es sich um einen historischen Roman, der im 17. Jahrhundert spielt, als Estland Teil von Schweden war. Er wurde als sprachgewaltiges Werk gelobt, das „die besten Traditionen des estnischen historischen Romans weiterführt und sich würdig in die Reihe der Universitätsromane“ einreiht. Letzteres bezieht sich darauf, dass die Handlung in der Universitätsstadt Tartu spielt. Die Hauptperson, deren Nationalität nicht näher bestimmt ist, hat ein Medizinstudium im niederländischen Leiden absolviert und versucht die Kenntnisse nun in einer anderen Universitätsstadt anzuwenden und zu vertiefen. Gleichzeitig kämpft er gegen seine eigene Melancholie, die der Autor im Nachwort treffend als „Krankheit des 17. Jahrhunderts“ bezeichnet. Dagegen führt die Hauptfigur ihre Universitätsbildung ins Feld, „denn wenn es überhaupt ein Heilmittel gegen Schwermut gibt, dann sind das Kunst und Wissenschaft.“ Letztere wird ferner gegen die Hexerei eingesetzt, die ein weiteres Thema des Buches ist, das in einer Zeit spielt, als die letzten Hexenprozesse stattfanden. Nicht von ungefähr ist der Roman daher mit Arthur Millers Hexenjagd verglichen worden.
Wie die Romane von Jaan Kross, die häufig eine bestimmte Epoche der estnischen Geschichte thematisieren und zu denen in Rezensionen gleichfalls Parallelen gezogen worden sind, wirft Friedenthals kompakter Roman ein Schlaglicht auf das Ende des 17. Jahrhunderts in Estland. An der Schwelle zum Jahrhundert der Aufklärung steht hier noch der Kampf gegen das Dunkel – verkörpert durch Hexerei und illustriert durch eine (historisch belegte) Hungersnot infolge von Missernten sowie konstant schlechtes Wetter. „Die ganze Zeit regnete es“, lautet der erste Satz des Buches, das trotz allem keineswegs deprimierend ist, was vor allem an der „schönen und kultivierten Sprache“ liegt.
Der Roman Die Bienen ist bislang ins Albanische (2017), Bulgarische (2018), Dänische (2018), Deutsche (2024), Englische (2017), Griechische (2022), Niederländische (2015), Italienische (2015), Kroatische (2018), Lettische (2015), Litauische (2020), Mazedonische (2018), Norwegische (2016), Serbische (2018), Tschechische (2016) und Ungarische (2016) übersetzt worden.

## Deutsche Übersetzungen
- Die Bienen. Aus dem Estnischen von Cornelius Hasselblatt. Kommode Verlag, Zürich 2024. 355 S., ISBN 978-3-905574-34-0

## Auszeichnungen
- 2005: Stalker-Literaturpreis für Science-Fiction
- 2012: Autor des Jahres in Estland
- 2013: Literaturpreis der Europäischen Union für Mesilased
- 2023: Friedebert-Tuglas-Novellenpreis für Abracadabra
- 2024 Jahrespreis des Estnischen Kulturkapitals (Prosa)

## Schriften
- Kuldne aeg („Goldene Zeit“). Tuum, Tallinn 2005. 190 S.
- Mesilased („Die Bienen“). Varrak, Tallinn 2012 (2. Auflage 2013). 214 S.
- Inglite keel („Die Sprache der Engel“). Varrak, Tallinn 2016. 207 S.
- Kõik äratatakse ellu („Alle werden zum Leben erweckt“). Kirikiri, Tartu 2020. 255 S.
- Punkti ümber ('Um den Punkt herum'). Varrak, Tallinn 2023. 309 S.